# Etruria
Etruria, también llamada frecuentemente en textos griegos y latinos Tyrrhenia o Tirrenia, fue una antigua región histórica situada en el centro de Italia, en las regiones de Toscana, Lacio y Umbría. El topónimo deriva de los etruscos o tirrenos, los pobladores que se asentaron allí creando una poderosa confederación, la llamada dodecápolis etrusca.
Tal confederación lo fue de las ciudades-Estado independientes más importantes de Italia central y septentrional, hasta su caída ante Roma, en el siglo IV a. C.
Etruria fue dominante en la península itálica desde el año 650 a. C. Su expansión incluyó el valle del río Po, y se extendía hasta las colonias griegas situadas al sur de Italia.

## Influencia en la República romana

Mapa de la Regio VII Etruria.

Los reyes etruscos conquistaron y dominaron Roma por un siglo, hasta que en el 509 a. C. fue expulsado el último rey etrusco Tarquinio el Soberbio y la República romana fue establecida. 
Se considera que los etruscos son los responsables de transformar Roma de un pequeño pueblo a una gran ciudad. También son responsables de crear la primera gran vía de Roma, la Vía Sacra, así como templos y mercados.
Los etruscos influyeron en gran medida en la difusión de la cultura griega en Roma, en los dioses del Olimpo y en el alfabeto latino (tomado del alfabeto griego). Influiría notablemente en el marcado carácter supersticioso del pueblo romano.

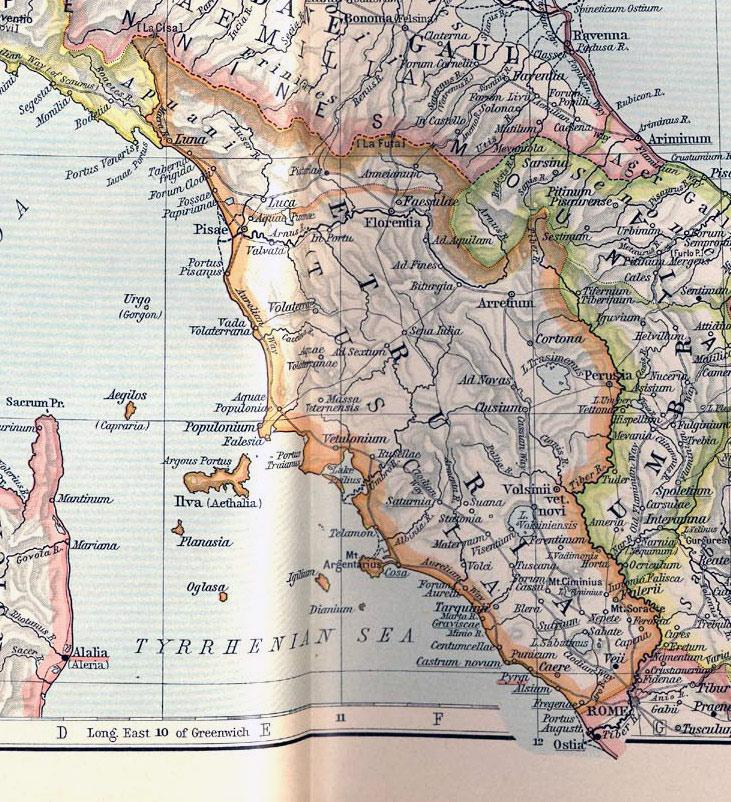
Mapa que muestra la Regio VII Etruria dentro de la Italia Romana.

A partir del siglo IV a. C., Etruria fue gradualmente absorbida  por la República romana y, los etruscos, al igual que todos los demás itálicos, federados por los romanos, volviéndose así definitivamente parte integrante de la Italia romana.
Entre 1801 y 1807 Napoleón Bonaparte creó el estado vasallo denominado Reino de Etruria que comprendía el Ducado de Parma y el Gran Ducado de Toscana.